# Kalladaikurichi
Kalladaikurichi là một thị xã panchayat của quận Tirunelveli thuộc bang Tamil Nadu, Ấn Độ.

## Nhân khẩu
Theo điều tra dân số năm 2001 của Ấn Độ, Kalladaikurichi có dân số 25.710 người. Phái nam chiếm 49% tổng số dân và phái nữ chiếm 51%. Kalladaikurichi có tỷ lệ 78% biết đọc biết viết, cao hơn tỷ lệ trung bình toàn quốc là 59,5%: tỷ lệ cho phái nam là 86%, và tỷ lệ cho phái nữ là 71%. Tại Kalladaikurichi, 9% dân số nhỏ hơn 6 tuổi.